# Tulsipur (stato)
Lo stato di Tulsipur fu uno stato principesco del subcontinente indiano, avente per capitale la città di Tulsipur.

## Storia
Secondo la tradizione, le prime tracce del regno di Tulsipur risalgono al leggendario regno Sravasti.
I raja di Tulsipur appartenevano al clan Chauhan dei rajput ed avevano il titolo di Thakuri. Da Chaughera (presso Ghorahi, Dang) governarono le valli del Dang e del Deukhuri oltre ai territori di Tulsipur.
Nel processo di unificazione del Nepal, alcune parti a nord dello stato vennero cedute allo stato vicino.
Col tempo, la famiglia principesca locale ebbe sempre maggiori problemi a mantenere l'ordine pubblico nello stato al punto che negli anni '50 dell'Ottocento dovette intervenire l'esercito della Compagnia britannica delle Indie orientali a sedare i malumori locali. Gli inglesi imposero delle tasse che però i sovrani locali si rifiutarono a volte di pagare. Durante la rivolta indiana del 1857, 500 soldati di Tulsipur entrarono nelle forze ribelli contro gli inglesi e presero parte all'assedio di Lucknow Dopo il fallimento della rivolta, lo stato di Tulsipur venne annesso direttamente al British Raj, divenendo quindi parte della Provincia Nord Occidentale e Oudh.

### Governanti
I sovrani di Kulpahar portavano il titolo di Thakuri.

#### Raja
- Nawal Singh + 1790
- Dalel Singh 1790-1820
- Dan Bahadur 1820-1845
- Drigraj Singh 1822-1850 e brevemente nel 1855
- Drig Narayan Singh 1850-1859